# The Manicure Lady
The Manicure Lady est un film américain de comédie réalisé par Mack Sennett, sorti le 18 mai 1911 aux États-Unis.

## Distribution
- Mack Sennett : le barbier
- Vivian Prescott : la manucure
- Edward Dillon : le rival